# Ottakring
Ottakring, le seizième arrondissement de Vienne, est né de la fusion en 1892 des anciennes communes d'Ottakring et de Neulerchenfeld.
Ottakring est connu pour la bière Ottakringer.